# Vestro
La Vestro era una società italiana che ha operato nel settore della vendita per corrispondenza dal 1962 al 1996.
Aveva la propria sede a Madone (BG) e centri di raccolta ordini nelle maggiori città italiane.

## Storia
La Vestro nasce nel 1961 da una partnership fra la Schwab di Francoforte e la società tessile italo-svizzera Legler
Il catalogo n. 1, di 57 pagine, è della primavera/estate 1962. Nella seconda di copertina vengono elencati i motivi per scegliere Vestro:
- la qualità garantita;
- la garanzia di rimborso: Vestro vi rimborserà il prezzo dell'acquisto e le spese di (ri) spedizione;
- il risparmio
- la comodità di acquistare “in qualsiasi momento: di sera, di domenica, tutti in famiglia”;
- la possibilità di avere “Milano in casa vostra”;
- la “modernità” di questo modo di fare acquisti, sottesa alla citazione del MEC “nel quadro di sviluppo economico derivante dal MEC ... la Vestro è appoggiata da una delle più importanti case tedesche la Schwab di Francoforte”.

Verso la fine degli anni '60 la Legler rileva dalla Schwab l'intero pacchetto azionario della Vestro e nel 1969 nasce l'accordo con la francese La Redoute la cui esperienza nella vendita per corrispondenza consente a Vestro di primeggiare nel settore nella prima metà degli anni '70. Nel 1972 La Redoute assume il controllo totale dell'azienda: viene ampliato il settore degli articoli di abbigliamento, soprattutto femminile, e rinnovata la veste editoriale. Tramite una politica di coordinamento con il servizio postale e attraverso l'utilizzo di corrieri privati, furono ridotti i tempi di consegna.
Nel 1974 si dota di una rete informatica e di un CED per l'elaborazione elettronica degli ordini, contemporaneamente apre i Centri Vestro: piccole strutture dislocate sul territorio italiano per la raccolta degli ordini sia telefonici che postali. La strategia era improntata sulla riduzione dei costi di chiamata, le telefonate nelle grandi città rivolte alla ditta diventarono urbane al costo di 127 lire da casa e 200 lire da cabina telefonica, e i tempi di recapito della corrispondenza, infatti una lettera doveva percorrere brevi tratti assicurando la ricezione entro tre giorni dalla spedizione. Nel 1988 alla rete dei Centri Vestro si aggiungono i Punti Vestro, negozi fisici dove i clienti potevano visionare i capi di abbigliamento del catalogo ed effettuare un ordine tramite buono, la merce veniva consegnata nelle stesso centro entro 24/48 ore.
Nonostante la massiccia campagna pubblicitaria che interessò principalmente le grandi città, i Punti Vestro ebbero breve vita. I clienti continuarono a preferire il ritiro dei pacchi presso gli uffici postali, più numerosi e vicini ai clienti, e già dal 1991 i vari punti e l'unico show room di Milano furono chiusi. I call center dedicati e relativi numeri vennero soppressi, tutto il traffico venne convogliato sulle linee già esistenti e sicuramente inadeguate creando tempi d'attesa notevoli in modo particolare su Roma che oltre a raccogliere l'utenza del Lazio si occupò anche di una parte dell'Abruzzo, prima gestita da Pescara.
Inoltre la necessità di contenere i costi di spedizione costrinse la Vestro a ridurre l'utilizzo di scatole a favore di buste di carta, procurando notevoli manomissioni dei pacchi con conseguente resa da parte del cliente. Per favorire una ripresa della società dal 1991 al 1993 non fu applicato il valore minimo dell'ordine, ciascuno poteva acquistare per un importo libero, le spese postali venivano conteggiate normalmente, non subirono un aumento, e all'interno del pacco venne sempre inserito un gadget che variava in base al modulo d'ordine.
Nel 1994 a fronte di un progressivo declino della società vi fu il tentativo di ricapitalizzazione effettuato dalla società francese La Redoute ed il cambio di denominazione societaria che, il 1º maggio 1994, divenne Vestro Italia S.p.A.
Inoltre iniziò una pesante ristrutturazione con l'inserimento del part-time per numerosi dipendenti e la chiusura dei centri di raccolta ordini più piccoli ma tutto fu inutile.
Nel 1996 la società proprietaria decise di abbandonare il mercato italiano e diede il via alla liquidazione della società iniziando a chiudere tutti i Centri Vestro superstiti e licenziando tutti i suoi 460 dipendenti. L'ultimo a chiudere fu Bergamo.
La Vestro chiuse definitivamente i battenti il 31 agosto 1996.
Nel 1998 "Modafil" acquistò il marchio Vestro; per circa due anni vennero distribuiti cataloghi di biancheria per la casa e articoli introvabili utilizzando la stessa grafica dei vecchi calaloghi distribuiti fino al 1996 dalla ditta originale. Per l'occasione venne creato un numero telefonico dedicato per la raccolta ordini; tutto venne studiato per tenere separati i due marchi: Modafil e Vestro e far credere che quest'ultima fosse rinata dalle proprie ceneri. Il tentativo fallì, colpevole anche lo stato non proprio florido della stessa Modafil che chiuse poco dopo.